# Im Flößrich-Gänsklauer
Koordinaten: 49° 55′ 21″ N, 8° 5′ 20″ O

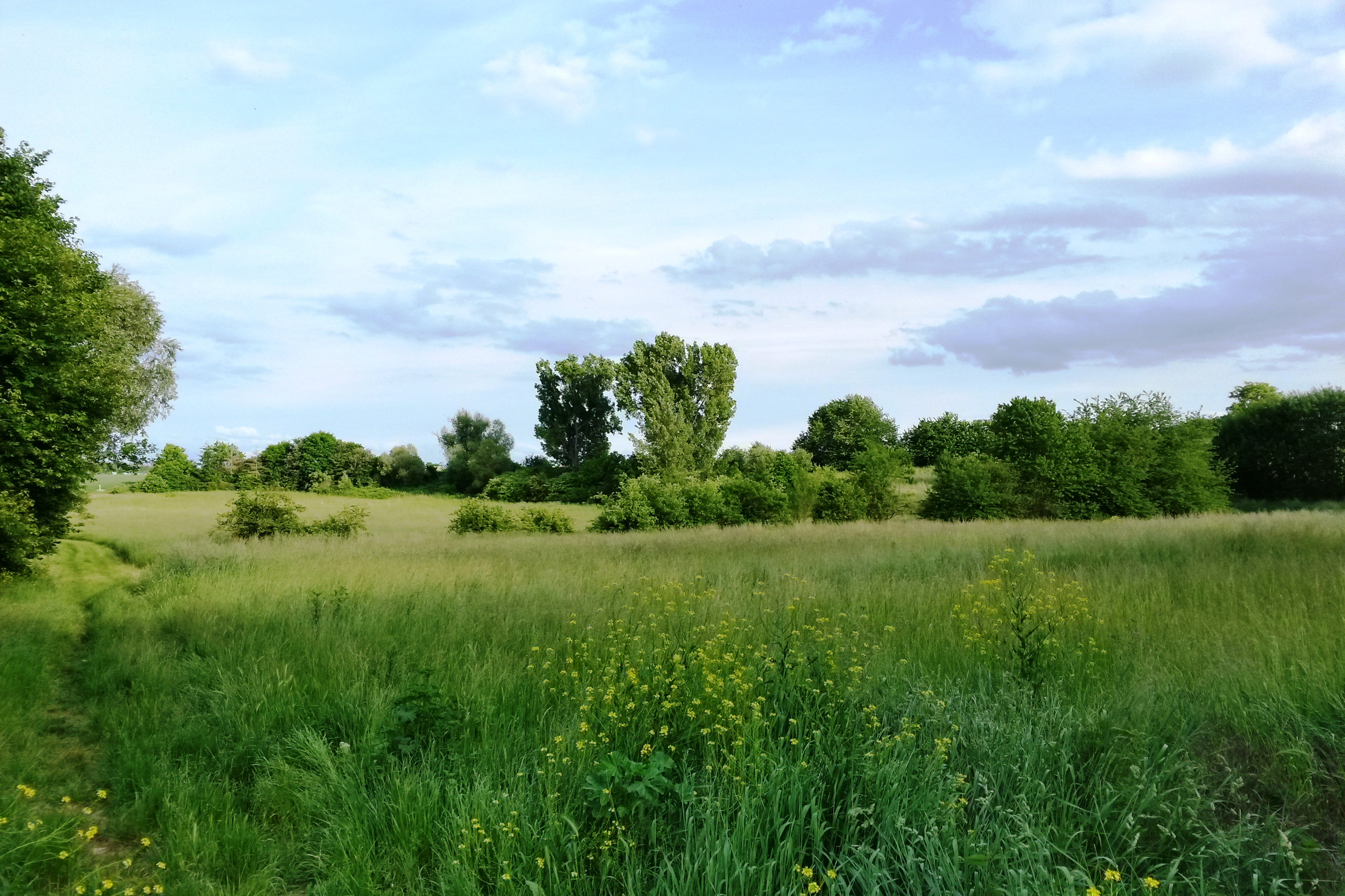
Naturschutzgebiet Im Flößrich-Gänsklauer (Mai 2015)

Das Naturschutzgebiet Im Flößrich-Gänsklauer ist das kleinste Naturschutzgebiet im Landkreis Mainz-Bingen in Rheinland-Pfalz. Das etwa vier ha große Gebiet, das im Jahr 1990 unter Naturschutz gestellt wurde, erstreckt sich östlich der Ortsgemeinde Bubenheim zu beiden Seiten der Kreisstraße 16 entlang der Selz. Östlich verläuft die Landesstraße 428.